# Junay
 Junay  es una comuna y población de Francia, en la región de Borgoña, departamento de Yonne, en el distrito de Avallon y cantón de Tonnerre.
Su población en el censo de 1999 era de 127 habitantes.
Está integrada en la Communauté de communes du Tonnerrois .

## Demografía
| 121 | 135 | 117 | 124 | 135 | 127 |
| Para los censos de 1962 a 1999 la población legal corresponde a la población sin duplicidades (Fuente: INSEE [Consultar]) |     |     |     |     |     |